# Linia kolejowa nr 738
Linia kolejowa nr 738 – jednotorowa, niezelektryfikowana linia kolejowa łącząca linię kolejową nr 211 w kierunku Kościerzyny z linię kolejową nr 212 w kierunku Korzybia. 
Łącznica powstała w 1901 podczas przedłużania linii kolejowej z Kościerzyny do Chojnic (do tamtej pory funkcjonował tylko odcinek Lipusz – Kościerzyna z linią Lipusz – Korzybie). Według pierwotnych planów obecna łącznica miała być fragmentem głównej linii łączącej Kościerzynę z Bytowem. Po wybudowaniu wzmiankowanej wyżej odnogi do Chojnic zakładano, że linia do Chojnic odgałęziać się będzie bliżej Kościerzyny i w dalszym ciągu przebiegać będzie przez Lipuską Hutę (swego rodzaju pamiątką po tym wariancie jest przystanek kolejowy zlokalizowany w miejscowości Szklana Huta, którego nazwa – „Lipuska Huta” – przeniesiona została z pierwotnego przebiegu linii). Łącznica była używana w ruchu towarowym; pociągi osobowe relacji Kościerzyna – Bytów zmieniały czoło na stacji Lipusz.
Istnienie łącznicy w Lipuszu umożliwi uruchomienie bezpośrednich pociągów Gdańsk – Kościerzyna – Bytów, zapowiadanych przez samorząd woj. pomorskiego po zakończeniu realizacji budowy Pomorskiej Kolei Metropolitalnej.